# Castell dels Cabanyelles
El Castell de Cabanyelles o Palau fortalesa del senyoriu d'Alginet va ser construït al segle xvi i pertanyia al senyor de Cabanelles. Situat dins de la població, actualment està rehabilitat i alberga la Casa Consistorial d'Alginet.
És bé d'interès cultural.

## Descripció
L'antic castell-palau que el governador de València i senyor d'Alginet, Jeroni Cabanyelles, alberga en l'actualitat l'edifici de l'ajuntament d'aquesta localitat valenciana. El palau consistorial està situat al costat del Camí Reial, entre l'Església de Sant Antoni i el Mercat Municipal, avui Plaça del País Valencià, al centre del poble.
El conjunt està format per l'actual Ajuntament construït sobre les restes del castell, l'Església Parroquial de Sant Antoni Abat, l'edifici que els uneix, i el mercat situat després de l'Ajuntament.

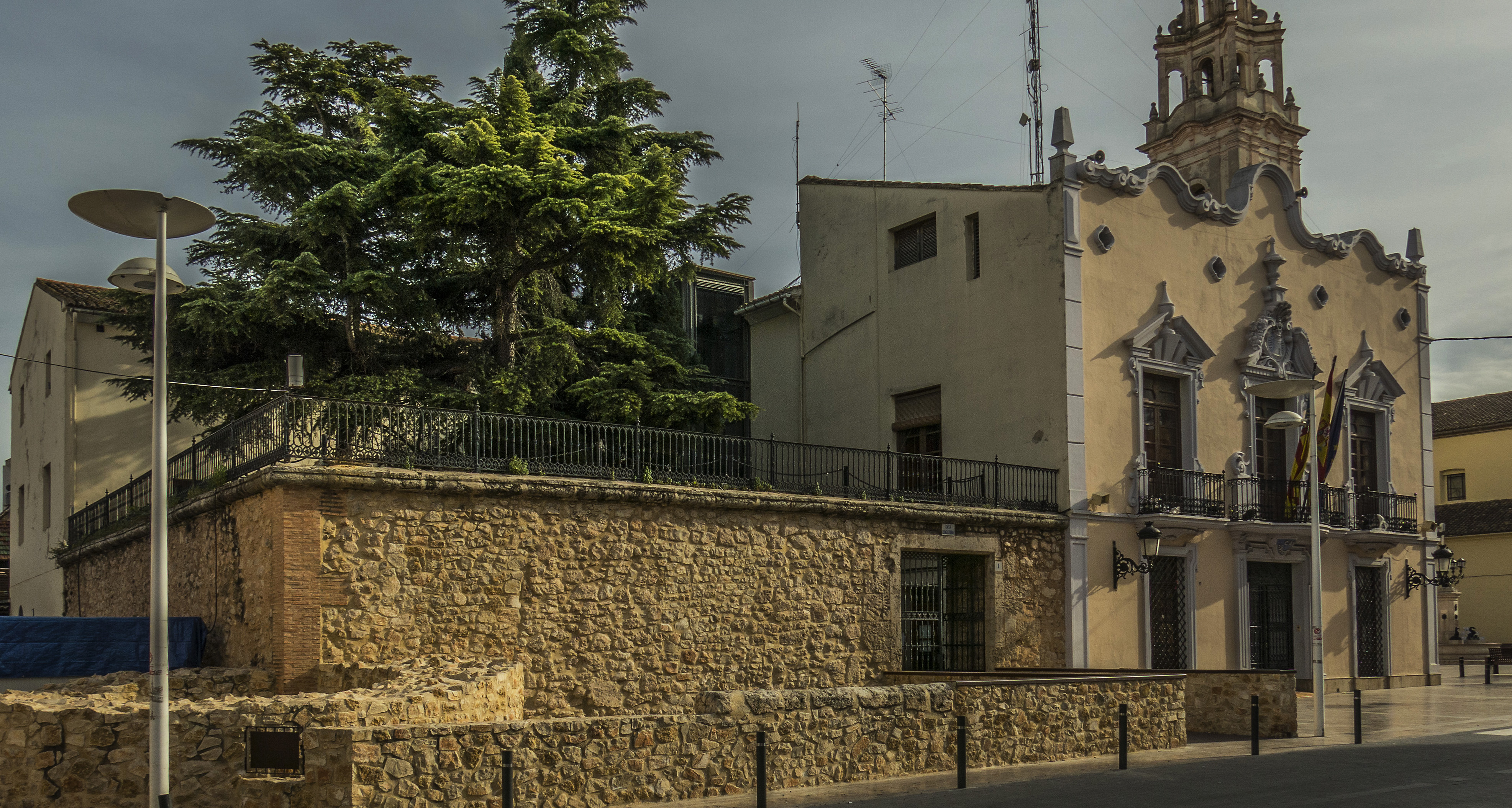
Ajuntament d'Alginet

L'actual Ajuntament presenta planta quadrangular (dues ales octogonals), sent una quarta part de la planta un pati tancat. Té tres plantes, i l'última és una cambra. De l'antic castell es conserva una galeria subterrània voltada sota el mur de tancament del pati, així com es coneix l'existència d'un fossat perimetral i una torre de planta circular a la cantonada sud-est per un croquis aportat pel Marquès de Monistrol per al Pla d'Eixample de finals del segle xix. Destaca el llenguatge arquitectònic emprat en la seva façana sud, en la qual sobresurt el manierisme neoclàssic de Vicente Constantino Marzo. A l'interior presenta una escala principal que dona pas a les plantes superiors, a la planta principal es troba el saló de sessions, a l'interior se segueix el mateix estil. La façana aquest va ser realitzada per José María Cerveró seguint el mateix estil que l'anterior. La façana de ponent, obra també de Cerveró, va ser dissenyada a imitació de la del sud, segons la memòria del projecte datat a 1952. En aquestes façanes el neoclassicisme està emfatitzat fins al manierisme i barrejat amb elements propis de l'eclecticisme historicista de finals del segle xix. A l'interior, tant l'escala com el saló de sessions es corresponen estilísticament amb aquestes característiques, cosa que fa pensar que també són obra de Marzo.
Els restes arqueològiques del palau es van trobar el 2009, arran de les obres de remodelació que es van dur a terme a la plaça de l'Ajuntament d'Alginet. Des de llavors el consistori ha dut a terme les obres necessàries per rehabilitar aquests elements arqueològics. Dos anys després de descobrir part del patrimoni de la localitat, Alginet recuperar el fossat i la torrassa del castell símbol del municipi.
Al costat del fossat i la torrassa, que era una torre de guaita convertida en presó, també es van descobrir un cementiri i la passarel·la original d'entrada a la fortalesa, situada al costat de l'ajuntament. L'ajuntament d'Alginet restaurà la torre del segle xvi i l'ampit de la fossa, que consta d'un mur que s'adapta a la circumferència de la torre i que va ser construït al segle xviii. Per reconstruir la muralleta s'ha utilitzat una pedra amb les vores arrodonides original del mur exterior de la fossa. Una de les peculiaritats d'aquest element arquitectònic que envoltava el Palau de la fortalesa del Senyoriu d'Alginet és que té una profunditat de cinc metres, a més a diferència d'altres aquesta fossa compta amb una rampa defensiva per impedir que els enemics que caiguessin a ell sortissin. La seva profunditat i l'antiguitat d'aquestes restes arqueològiques del segle xvi, encara que tenen algunes reformes del  XVIII, mostren la importància d'aquests elements.

## Història
Les primeres notícies del conjunt és l'inici de la construcció del castell. Al segle xvi (segons Escolano en 1553 i finals del segle xvi segons Sanchis Guarner) Jeroni Cabanyelles, governador de València i senyor d'Alginet, va començar a construir el palau-castell al costat del camí reial, amb dues torrasses merlets en els seus angles nord i sud per defensar-se. El seu caràcter defensiu es reforçava amb la presència de profunds fossats a la base. Amb el pas del temps, a partir del castell de Cabanyelles, es va anar configurant l'actual vila d'Alginet. A la fi del segle xvii es va iniciar la construcció de l'església, el campanar es va realitzar al segle xviii començant a 1702 i concloent-se en 1775. La capella de la Comunió es va aixecar entre 1737 i 1744. Des de 1812 es té constància dels interessos del municipi a transformar el castell senyorial a Casa Consistorial
De la configuració del primitiu castell únicament existeix el plànol del "Projecte d'Eixample", de l'any 1870, on apareix parcialment el perímetre del castell.
A 1875 l'Ajuntament va comprar el Marquès de Monistrol el castell per instal·lar la Casa Consistorial, dos anys més tard es van finalitzar les obres per al nou ús a càrrec de l'arquitecte Vicente Constantino Marzo. Es va cobrir el fossat que envoltava el castell, es va rebaixar la torrassa merlet de l'angle nord fins a l'altura del carrer i la torrassa sud va ser enderrocat amb anterioritat.